# Svarttjärnen (Järvsö socken, Hälsingland, 684188-150794)
Svarttjärnen är en sjö i Ljusdals kommun i Hälsingland och ingår i Ljusnans huvudavrinningsområde.